# An-Numan ibn Abd-al-Aziz
An-Numan ibn Abd-al-Aziz (àrab: النعمان بن عبد العزيز, an-Nuʿmān ibn ʿAbd al-ʿAzīz) o, després de convertir-se al cristianisme, Anemàs (Creta, ? - en campanya contra la Rus de Kíev, 972), fou el darrer príncep hereu de l'emirat de Creta, fins a la seva ocupació pels romans d'Orient el 20 de maig del 961.
Era fill d'Abd-al-Aziz ibn Xuayb i el 961 fou fet presoner arran de la conquesta de Càndia i enviat a Constantinoble, on es va convertir al cristianisme i va entrar a la guàrdia imperial.
Va morir el 972 en la guerra contra la Rus de Kíev.